# متعدد الإيثيلين
متعدد الإيثيلين أو بولي إيثيلين (بالإنجليزية: Polyethylene) هو مُنتج استهلاكي يصنف تحت المنتجات البلاستيكية ذات تلدن حراري. ينتج منه سنوياً أكثر من 60 مليون طن في جميع أنحاء العالم.

## تعريف

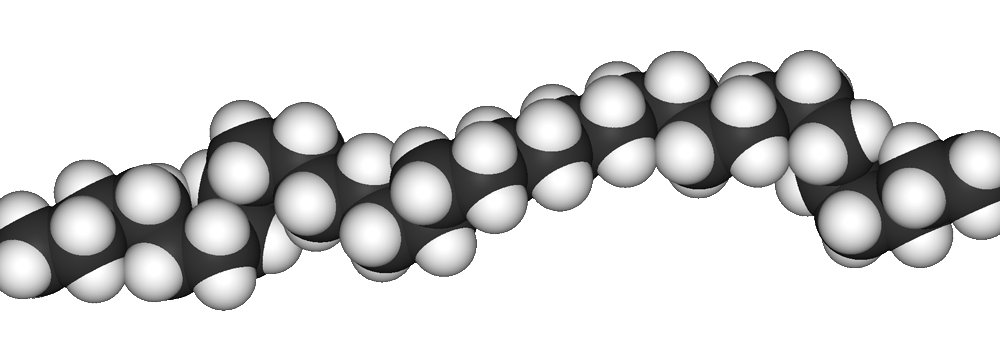
نموذج فراغي لسلسلة البولي إيثيلين

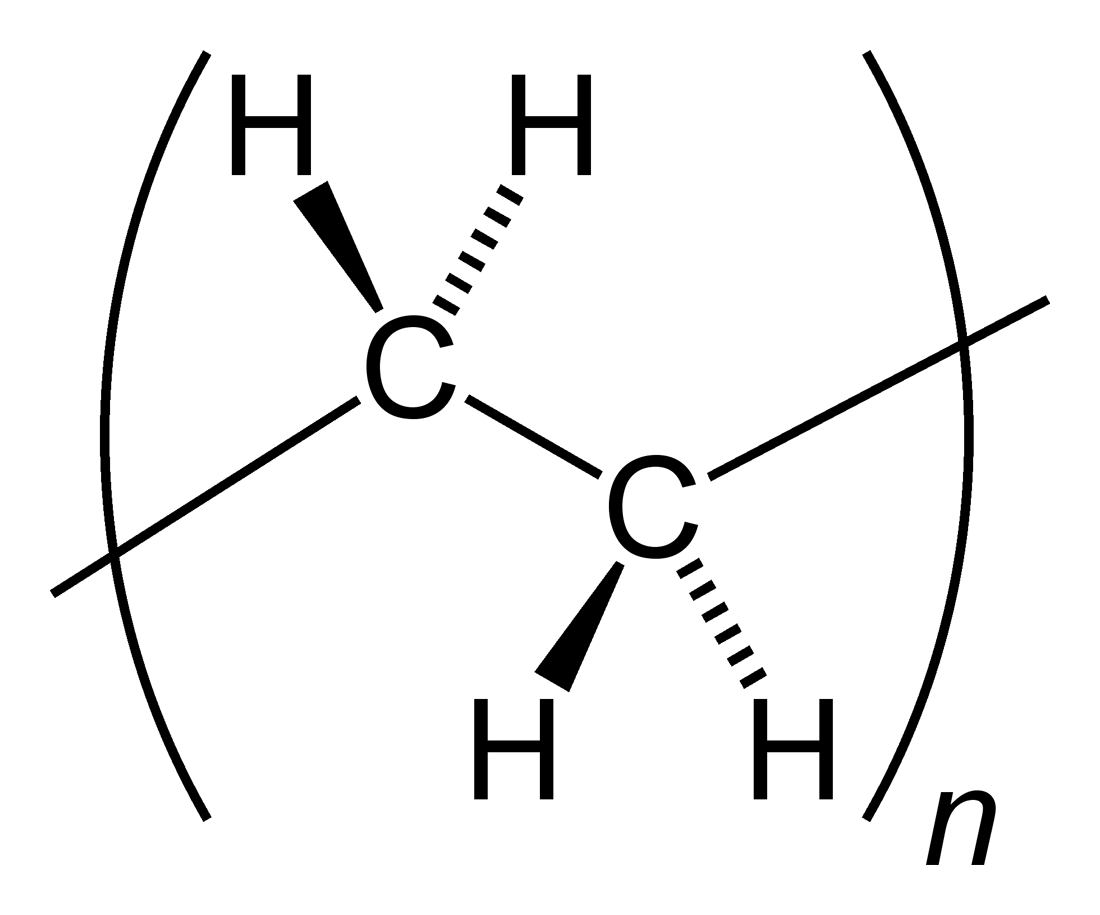
الوحدات المتكررة في البولي إيثيلين مع إظهار الكيمياء الفراغية

البولي إيثيلين  هو بوليمر يتألف من سلاسل طويلة من مونومر الإثيلين (تسمية IUPAC إثين).
يرمز له في الصناعة برمز PE بنفس النمط الذي ترمز به بوليميرات أخرى مثل PP البولي بروبيلين
وPS البولي ستايرين.
جزيء الإيثيلين, C2H4 is CH2=CH2,إذاً عبارة عن زمرتي ميثيلين مرتبطتين برابطة مضاعفة.
ينشأ البولي إيثيلين من بلمرة الإثين، والتي يمكن أن تتم من خلال البلمرة الجذرية، بلمرة الإضافة الأنيونية، أو بلمرة التساند الشاردي.

## تصنيف البولي إثيلين
يصنف البولي إثيلين إلى فئات عدة اعتمادا ًعلى الكثافة وتقرع السلسلة البوليميرية.
تعتمد الخواص الميكانيكية لهذا البوليمر على متغيرات عدة مثل نوع التفرع، البنية البلورية، والوزن الجزيئي.
- البولي إيثيلين فائق الوزن الجزيئي المرتفع Ultra high molecular weight polyethylene UHMWPE
- البولي إيثيلين فائق الوزن الجزيئي المنخفض (الشمعي) Ultra low molecular weight polyethylene ULMWPE - PE-WAX
- البولي إيثيلين عالي الوزن الجزيئي High molecular weight polyethylene HMWPE
- البولي إيثيلين عالي الكثافة High density polyethylene HDPE
- البولي إيثيلين المتشابك عالي الكثافة High density cross-linked polyethylene HDXLPE
- البولي إيثيلين المتشابك Cross-linked polyethylene PEX
- البولي إيثيلين متوسط الكثافة Medium density polyethylene MDPE
- البولي إيثيلين منخفض الكثافة Low density polyethylene LDPE
- البولي إيثيلين الخطي منخفض الكثافة Linear low density polyethylene LLDPE
- البولي إيثيلين منخفض الكثافة بشكل كبير Very low density polyethylene VLDPE

البولي إيثيلين فائق الوزن الجزيئي المرتفع UHMWPE ذو وزن جزيئي بين 3.1 و 7.6 مليون دالتون.
يؤدي الوزن الجزيئي المرتفع إلى عدم مقدرة السلاسل على التراص في البنية البلورية بشكل كبير، نلاحظ أن الكثافة أقل منها في البولي إثيلين عالي الكثافة (مثلاً من 0.930 - 0.935 غ/سم3)، كما أنه يؤدي أيضاً إلى زيادة في قساوة المادة الناتجة.
يمكن إنتاج هذا البوليمير باستخدام حفازات مختلفة، أكثرها شيوعاً حفازات زيغلر.
نظراً للقساوة الفائقة لهذا البوليمير ومقدرته على تحمل الجهود ومقاومته الكيميائية الممتازة فإنه يستخدم في العديد من التطبيقات مثل صناعة أجزاء المتحركة في آلات النسيج وغيرها.
البولي إثيلين عالي الكثافة HDPE يعرّف بكونه ذو كثافة أكبر من 0.941 غ/سم3. يمتاز بأن لديه درجة أقل من التفرع وينتج باستخدام وسائط كروم/سيليكا، وسائط زيغلر-ناتا، أو وسائط الميتالوسين. يتم تأمين حدوث عدم التفرع من خلال الاختيار المناسب للوسيط والتحكم بشروط التفاعل.
يستخدم هذا البوليمير في التغليف وصناعة المنتجات مثل أواني الحليب، قوارير المنظفات، علب المنتجات الغذائية، سلال القمامة، وصناعة خراطيم المياه.
البولي إثيلين المتشابك PEX عبارة عن بولي إثيلين متوسط إلى عالي الكثافة يحوي في سلسلته البوليميرية على
روابط مشبكة، مما يجعلها أكثر مرونة. يستخدم بشكل خاص في تمديدات المياه.
البولي إثيلين متوسط الكثافة MDPE لديه كثافة تتراوح بين 0.926 - 0.94 غ/سم3.
يتم تصنيعه مثل البولي إثيلين عالي الكثافة HDPE بوسائط كروم/سيليكا، وسائط زيغلر-ناتا، أو وسائط ميتالوسين.
لديه مقاومة جيدة للصدمات وللتشققات. يستعمل بشكل خاص في أنابيب الغاز، التغليف، والمعدات المهنية.
البولي إثيلين الخطي منخفض الكثافة LLDPE لديه كثافة تتراوح بين 0.915 - 0.925 غ/سم3.
يمتاز بطبيعته الخطية مع وجود العديد من التفرعات القصيرة والتي عادة ما تنشأ من البلمرة المشتركة لللإيثيلين مع ألفا الأوليفينات قصيرة السلسلة مثل البوتن-1، الهكسن-1، والأوكتن-1.
يمتاز هذا البوليمر بأن لديه قوة شد أكبر من LDPE ويمكن تصنيع رقائق بلاستيكية (films) أقل سماكة منها مقارنة مع LDPE.
يستخدم بشكل خاص في التغليف وصناعة الرقائق البلاستيكية نظراً لمرونته وشفافيته النسبية.
البولي إثيلين منخفض الكثافة LDPE لديه كثافة تتراوح بين 0.910 - 0.940 غ/سم3.
يمتاز بان لديه درجة كبيرة من التفرع بالتالي فإن السلاسل لا ترتص بالبنية البلورية، مما يؤدي إلى إضعاف القوى بين الجزيئية
(intermolecular forces)، هذا بدوره يؤدي إلى قوة شد أضعف وقابلية سحب كبيرة.
يصنع عن طريق البلمرة الجذرية.
يستخدم لصناعة الأكياس البلاستيكية وفي التغليف.
PP, HDPE, LDPE in Russian نسخة محفوظة 8 مارس 2008 على موقع واي باك مشين.
البولي إثيلين منخفض الكثافة بشكل كبير VLDPE لديه كثافة تتراوح بين 0.880 - 0.915 غ/سم3.
يصنع بأسلوب مشابه للبولي إثيلين الخطي منخفض الكثافة LLDPE. ويستخدم في صناعلت التغليف الغذائية.

## البلمرة المشتركة مع الإثيلين
بالإضافة إلى البلمرة المشتركة مع الأوليفينات ألفا، يمكن للإيثيلين أن يقوم بهذه البلمرة العديد من المونوميرات الأخرى مثل خلات الفينيل فينتج لدينا البوليمير المشترك إيثيلين-خلات الفينيل الذي يرمز له ب EVA، والمستعمل بشكل كبير في صناعة نعل الأحذية الرياضية(رغوية).
مثال آخر أيضاً هو البلمرة المشتركة مع الأكريلات.

## تاريخ البولي إيثيلين
تم اصطناع البولي إيثيلين من قبل الكيميائي الألماني هانز فون بيشمان والذي حضره مصادفة عام 1898 أثناء تسخين ثنائي آزو الميثان. وعندما قام مساعدية بتحليل المادة البيضاء الشمعية التي حصل عليها وجدوا أنها تحوي سلاسل طويلة من -CH2- فأطلقوا عليها اسم بولي ميثيلين.
تم إنتاج البولي إثيلين بشكا عملي لأول مرة عام 1934 في مخابر شركة امبريال البريطانية، وبدأ الإنتاج التجاري منه بعد خمس سنوات لأي حينما كانت الحرب العالمية الثانية على وشك الابتداء حيث وجد أول تطبيق عملي له في عزل الأسلاك الكهربائية للرادارات.
كانت التقنيات المستخدمة آنداك تسمح بإنتاج ما يعرف اليوم ببولي إثيلين المنخفض الكثافة حيث يحدث تشعب في السلاسل البوليمرية بشكل غير منتظم فيكون البوليمر الناتج ذو كثافة منخفضة.
أما البولي إثيلين عالي الكثافة فتم إنتاجه أول مرة في ألمانيا في أوائل الخمسينيات من قبل الكيميائي الألماني كارل زيغلر الذي حضره بإجراء البلمرة بحضور وسطاء عضوية معدنية ذات انتقائية عالية حيث تصطف السلاسل البوليمرية بدرجات أعلى من التبلور مما يعطي كثافة ودرجة انصهار أعلى نسبياً.

## لمحة عن الخواص
- كثافة البولي إيثيلين منخفضة (0.87 - 0.965 غ/سم3).
- مقاومة التغيرات الحرارية (- 85 ° إلى 90 °) وهي تعتمد على درجة التبلور, كلما كانت أقل تكون الثباتية الحرارية أقل.
- تعتمد الخواص الضوئية على الكثافة وعلى درجة التبلور.
- ذو ثابت عزل كهربائي عالي يصل إلى حوالي 1018 أوم/سم.
- قابليته لامتصاص الماء منخفضة جداً.
- ذو قابلية جيدة للاحتراق، يحرر H2O و CO2
- له ثباتية تجاه معظم المذيبات العضوية (°T<60) بالإضافة إلى الحموض والقلويات والكحوليات والزيوت.
- بشكل عام غير قابل للانحلال عند درجة حرارة الغرفة، ولكن عند درجات الحرارة المرتفعة ينحل ببعض المحلات مثل 4،2،1-ثلاثي كلور البنزن، و الكزيلين، و الهكسان.

## اقرأ أيضًا
- متعدد الإيثيلين عالي الكثافة